# Cove (Utah)
Cove – jednostka osadnicza w Stanach Zjednoczonych, w stanie Utah, w hrabstwie Cache.